# Сцинк Симона
Сцинк Симона (Chalcides simonyi) — вид ящірок з родини сцинкових (Scincidae).

## Назва
Вид названо на честь австрійського натураліста Оскара Симона (1852–1915).

## Поширення
Ендемік Канарських островів. Поширений на островах Фуертевентура, Лансароте і дрібному острівці Лобос. Мешкає у чагарниках середземноморського типу, помірних луках, кам'янистих ділянках, на пасовищах і в міських районах.

## Опис
Найбільший сцинк на Канарах. Тіло завдовжки до 30 см. Спина темно-коричнева. Яскраві, бежеві точки, розташовані в ряди з боків тіла, спини та хвоста. Край луски темніший, що надає забарвленню сітчастий візерунок. Ноги мають по 5 пальців. Барабанна перетинка кругла і легко проглядається.